# Baldžius
Baldžius ist ein litauischer männlicher Familienname.

## Herkunft
Der Name ist baltischer Herkunft. Das Wort baldas bedeutet Möbel.

## Weibliche Formen
- Baldžiūtė (ledig)
- Baldžiuvienė (verheiratet)

## Namensträger
- August Baldžius (1883–1952), deutscher Politiker im Memelland
- Juozas Baldžius (1902–1962), litauischer Ethnologe, Professor und Bibliothekar